# Maria Barrientos

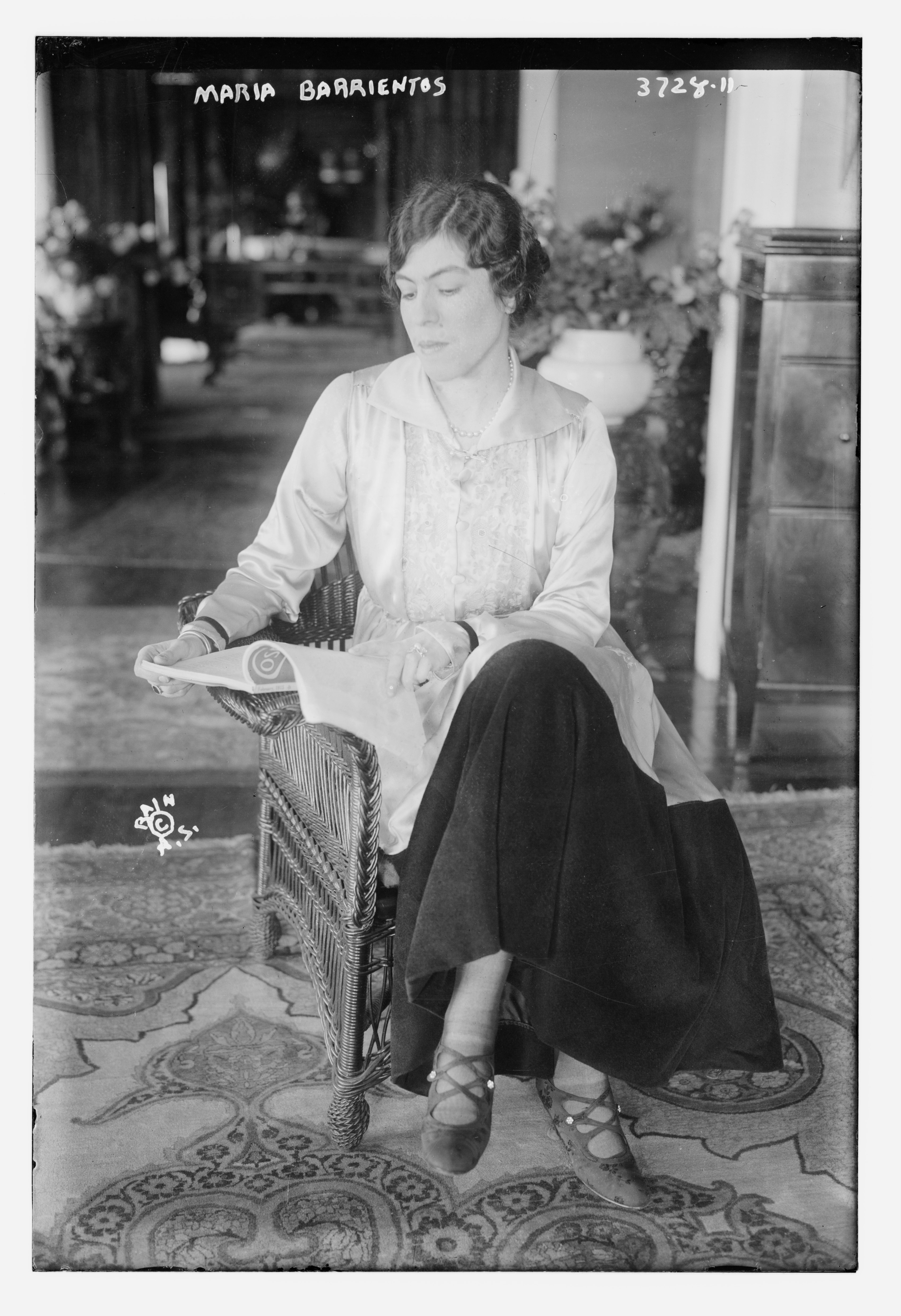
María Barrientos nel 1915

María Alejandra Barrientos López (Barcellona, 4 marzo 1884 – Ciboure, 8 agosto 1946) è stata una cantante ed un soprano di coloritura leggero spagnola.

## Biografia
Ha ricevuto una approfondita educazione musicale (pianoforte e violino) presso il Conservatorio di Musica di Barcelona, prima di dedicarsi agli studi vocali con Francisco Bonet. Ha fatto il suo debutto al Teatro Novedades a Barcellona, come Ines in L'Africana, il 10 marzo 1898, all'età di soli 15 anni, seguito subito dopo dal ruolo di Margherita di Valois ne Gli ugonotti.
Il 4 marzo 1899 è Inés ne L'Africaine al Gran Teatre del Liceu di Barcellona.
Fu subito invitata in tutti i maggiori teatri d'opera d'Europa, a cantare in Italia, Germania, Inghilterra, Francia, con grande successo. 
Nel 1900 è Rosina ne Il barbiere di Siviglia (Rossini) al Teatro Regio di Torino e diretto da Leopoldo Mugnone al Teatro Costanzi di Roma dove torna nel 1901 come Gilda in Rigoletto diretta da Mascheroni con Alessandro Bonci.
Fu comunque in Sud America, in particolare al Teatro Colón di Buenos Aires, che godette i suoi più grandi trionfi. 
La sua carriera fu temporaneamente interrotta nel 1907 dal matrimonio e la nascita di un figlio, il matrimonio non si rivelò felice e lei tornò sul palcoscenico nel 1909.
È Lucia di Lammermoor nel 1912 a Roma e nel 1913 al Théâtre des Champs-Élysées di Parigi con Giacomo Rimini.
Il debutto al Metropolitan Opera di New York avvenne il 31 gennaio 1916, nel ruolo di Lucia di Lammermoor con Giovanni Martinelli come Edgardo, Pasquale Amato come Enrico, Angelo Badà come Arturo, direttore Gaetano Bavagnoli. 
Confermò il suo impegno al Met fino al maggio 1920 in 118 recite affrontando altri ruoli inclusi Adina ne L'elisir d'amore, Amina in La sonnambula, Elvira ne I puritani, Gilda in Rigoletto, Rosina ne Il Barbiere di Siviglia e i ruoli principali in Lakmé e Mireille. 
Si fece notare segnatamente per l'interpretazione de La Regina di Shemakha ne Il gallo d'oro di Nikolai Rimsky-Korsakov per la prima statunitense dell'opera il 6 marzo 1918. 
La sua carriera al Met si concluse il 1 Maggio 1920 con un tour di esecuzioni de L'elisir d'amore con Enrico Caruso.
La Barrientos continuò ad apparire sulla scena in ruoli tipici di coloritura fino al 1924. Poi si limitò ai recitals e divenne un'interprete ammiratissima di canzoni francesi e spagnole.
Fu una cantante con una voce di una limpidezza pari ad uno strumento musicale. Ha lasciato una notevole serie di incisioni per la Fonotipia e la Columbia Records.
Si ritirò nel sud ovest della Francia, dove divenne una entusiasta giocatrice di bridge.